# Außenalster
L'Außenalster è uno dei due laghi artificiali della città di Amburgo, in Germania, formato dal fiume Alster (l'altro lago è il Binnenalster). Ha una superficie di 1,6 km² e comprende, attorno al suo perimetro, un parco cittadino.

## Storia
Il termine "außen" (fuori) si riferisce alla sua posizione al di fuori delle antiche mura della città di Amburgo. L'Außenalster era la parte del lago che si trovava "fuori" dalle mura della città (Wallanglagen). Poiché le mura della città non esistono più, due ponti, il Lombardbrücke e il Kennedybrücke, separano il lago dal resto del fiume.
L'Außenalster è spesso utilizzato dagli amburghesi come luogo per attività ricreative come la vela e il canottaggio. Quasi tutti i moli dell'Außenalster sono pubblici. Questi moli vanno dai piccoli accessi ai laghi ai grandi parchi pubblici (come l'Alstervorland). È un luogo molto popolare per fare jogging (con una distanza di circa 7 km).